# Niederklein
Niederklein ist der nach der Kernstadt größte Stadtteil von Stadtallendorf im mittelhessischen Landkreis Marburg-Biedenkopf.

## Geographie
Der Ort liegt südlich der Kernstadt im Nördlichen Vogelsberg-Vorland an der Gleen.

## Ortsgeschichte

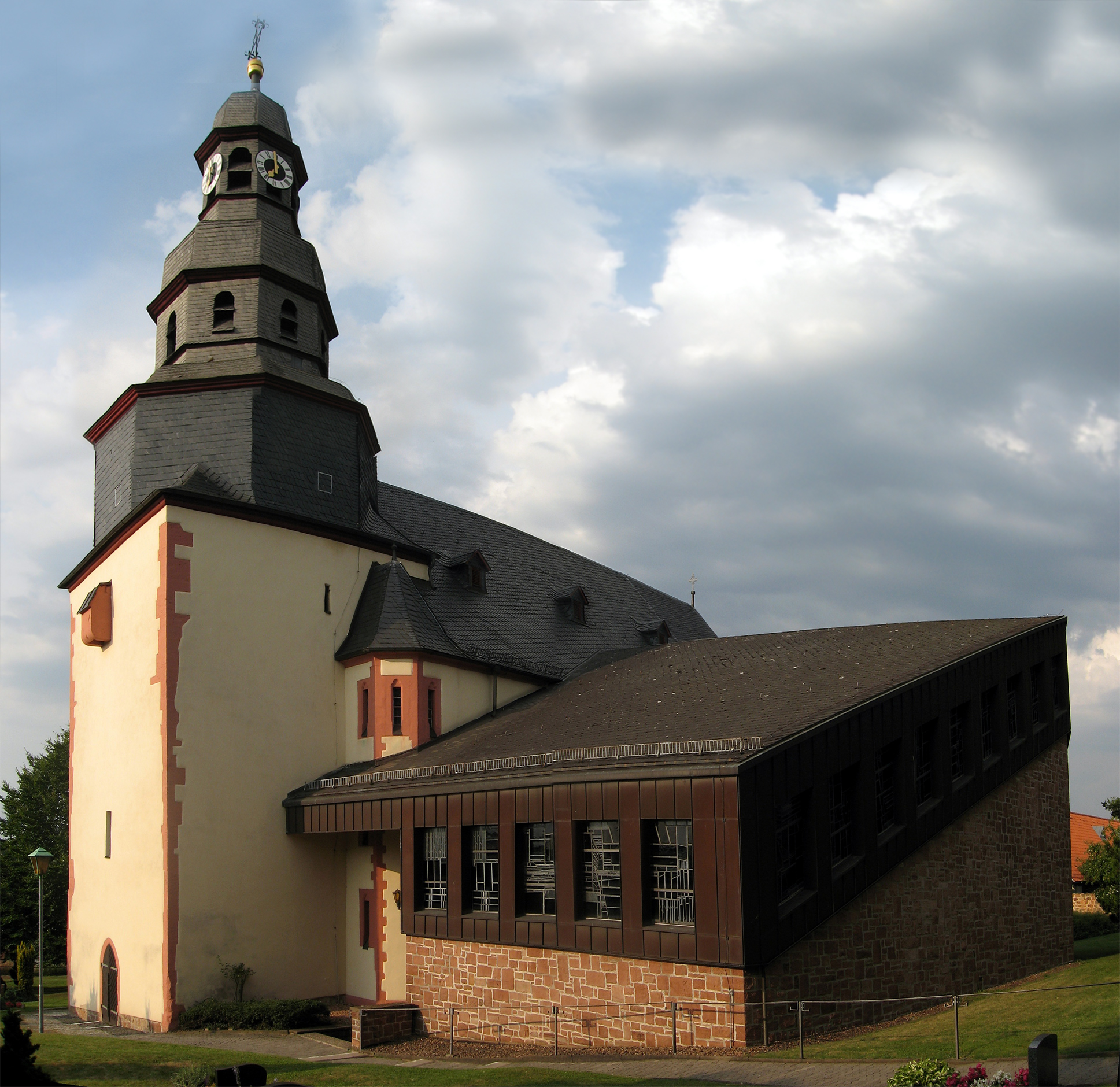
Kirche St. Blasius

Niederklein liegt in einem frühgeschichtlichen Siedlungsraum, wie mehrere Funde in der unmittelbaren Umgebung belegen.

### Mittelalter
Im Dialekt heißt der Ort Glee.
Erstmals wird in der Zeit des Abtes Baugulf von Fulda zwischen 779 und 802 im Codex Eberhardi „in villa Glene“ (im Dorf Glene) genannt.
Nach einem anderen Eintrag im Codex Eberhardi tauscht der Abt Haicho vom Fulda 917/918 mit einem Gramann seine Grundstücke, darunter alle Grundstücke zu „Glene, ubi ecclesia aedificata est“, also: im Ort Glene, wo eine Kirche gebaut ist. 
Die Ortsangabe „Glene“ erlaubt keine eindeutige Festlegung eines Ortes. Dies wird auch in der Edition des Codex Eberhardi, einem Kopiar aus der Zeit um 1160, so festgelegt. Mögliche Zuweisungen sind Ober-Gleen, Niederklein und Kirtorf. Die Namensforschung geht aus von dem Gewässernamen „Gleen“, an dessen Verlauf die Orte Ober-Gleen und Niederklein liegen und dazwischen Kirtorf. Da Kirtorf das kirchliche Zentrum bildet, wird hiervon der Ursprung des Ortsnamens vermutet. 1223 wird in einer Urkunde „Kirchdorf“ erwähnt. 
Eine Neuere Untersuchungen kommt zu dem Schluss, dass Niederkein mit dem Ort „Glene“, welcher in einer auf die Zeit von 780 bis 802 datieren Schenkungsurkunde an das Kloster Fulda genannt wird, identisch sei. 
Der Ortsnamen lässt sich 1366 in einem Kopiar des 15. Jahrhunderts belegen:„Nydern Glene“. Ein Salbuch von 1574 nennt „zu Nidern Gleen.“ Schließlich ändert sich der Ortsname von Nieder Glene zu Niederklein.
An einer vorgeschichtlichen Straßenkreuzung gelegen, wird im heutigen Ortskern eine fränkische Befestigungsanlage zur Sicherung einer Furt durch die Gleen gegen die im ausgehenden 7. Jahrhundert einfallenden Sachsen angenommen. Auf diesem Gelände befand sich später die Burg Niederklein, bis 1407 Stammsitz der Ministerialen von Glene, welche in mainzischen Diensten standen. Der Adelssitz schloss sich nördlich an den heutigen Kirchhof an und ist nicht erhalten. Die zur Anlage gehörende Kirchhofmauer und der wuchtige Kirchturm mit Pechnase sind noch als mittelalterliche Wehranlage zu erkennen.

### Neuzeit
Im Zuge der Gebietsreform in Hessen kam die Gemeinde Niederklein am 1. Juli 1974 kraft Landesgesetz zur Stadt Allendorf, Landkreis Marburg (damalige amtliche Bezeichnung der Stadt). Für Niederklein wurde ein Ortsbezirk eingerichtet.

## Kirche
Die katholische Pfarrkirche St. Blasius und St. Elisabeth wurde nach einem Brand, der neben der Kirche große Teile des Dorfs zerstörte, Anfang des 17. Jahrhunderts im barocken Stil gebaut und 1911 im Gegensatz dazu mit Kirchenbildern im neugotischen Stil gestaltet. Im Jahr 1923 erhielt die Kirche Glocken der Gießerei Geittner aus Breslau, welche im Jahr 1929 von der Glockengießerei Otto aus Hemelingen/Bremen aufgekauft wurde. Diese Glocken wurde im Zweiten Weltkrieg eingeschmolzen. An ihrer Stelle gossen die Glockengießer Otto im Jahr 1950 vier neue Bronzeglocken für die St. Blasius-Kirche. Die Glocken haben folgende Schlagtonreihe: f – as – b – c.

## Politik

### Ortsbeirat
Für Niederklein besteht ein Ortsbezirk mit Ortsbeirat und Ortsvorsteher nach der Hessischen Gemeindeordnung. Er umfasst das Gebiet der ehemaligen Gemeinde Niederklein.
Der Ortsbeirat besteht aus neun Mitgliedern. Bei den Kommunalwahlen in Hessen 2021 betrug die Wahlbeteiligung zum Ortsbeirat 51,54 %. Dabei wurden gewählt: drei Mitglieder der SPD, vier Mitglieder der CDU und zwei Mitglieder der FDP. Der Ortsbeirat wählte Maria März (CDU) zur Ortsvorsteherin.

### Wappen
Am 6. Juni 1970 wurde der Gemeinde Niederklein im damaligen Landkreis Marburg ein Wappen mit folgender Blasonierung verliehen: Das Wappen zeigt in Blau den sechsmal von Rot und Silber geteilten, aus einem silbernen Wellenbalken im Schildfuß wachsenden hessischen Löwen, der in seinen Pranken ein sechsspeichiges silbernes Rad hält.

## Infrastruktur
In Niederklein gibt es ein Bürgerhaus, einen Kindergarten und eine Grundschule. Die weiterführenden Schulen in Stadtallendorf (Georg Büchner Schule), Kirchhain (Alfred Wegener Schule) und Amöneburg (Stiftsschule St. Johann) sind mit dem öffentlichen Personennahverkehr erreichbar.
Anbindung an den öffentlichen Personennahverkehr: Drei Haltestellen der Buslinie MR85 und eine Haltestelle der Schnellbuslinie X35 des Rhein-Main-Verkehrsverbund.
Im Ort treffen sich die Landesstraße 3290 und die Bundesstraße 62, die Bundesautobahn 49 verläuft östlich des Ortes.

## Persönlichkeiten
- Franz Heinrich Meinolph Wilhelm (1725–1794), Mediziner und Hochschullehrer in Würzburg, geboren in Niederklein
- Johann Ludwig Koch (1772–1853), Geistlicher, Politiker, Kirchenrechtler und Bibliothekar, geboren in Niederklein
- Pius Botthof (1892–1949), katholischer Pfarrer und Seelsorger
- Christian Somogyi (* 1956), Politiker (SPD) und seit 2012 Bürgermeister von Stadtallendorf, wohnhaft in Niederklein